# Sâles (Gruyère)
Pour les articles homonymes, voir Sâles (homonymie).
Sâles (Châlè  en patois fribourgeois) est une localité de la commune de Sâles, dans le district de la Gruyère, en Suisse.

## Histoire
Le 1er janvier 2001, la fusion entre les 4 anciennes communes de Maules, Romanens, Rueyres-Treyfayes et Sâles est entrée en vigueur. La nouvelle commune porte le nom de Sâles.

## Géographie
Le village se situe à 8 km de Bulle et à 35 km de Fribourg, au pied ouest du Gibloux. Son point le plus élevé est à 1 056 m alors que son point le plus bas se situe à 835 m.

## Population
Le village compte 649 habitants en 2006, 657 en 2007 et 633 en 2008.
| 1850 | 1900 | 1910 | 1920 | 1930 | 1941 | 1950 | 1960 | 1970 |
| ---- | ---- | ---- | ---- | ---- | ---- | ---- | ---- | ---- |
| 383  | 443  | 461  | 520  | 512  | 543  | 574  | 536  | 460  |

| 1980 | 1990 | 2000 | - | - | - | - | - | - |
| ---- | ---- | ---- | - | - | - | - | - | - |
| 454  | 504  | 589  | - | - | - | - | - | - |

Source: Office Fédéral de la Statistique (OFS)